# Elecciones parlamentarias de Montenegro de 2020
Las elecciones parlamentarias de Montenegro se realizaron el 30 de agosto de 2020, con el fin de renovar los miembros del Parlamento. Las elecciones se organizan en condiciones especiales, debido a la pandemia de COVID-19 en el país.

## Sistema electoral
Los 81 escaños del Parlamento de Montenegro se eligen en una sola circunscripción nacional utilizando una representación proporcional de lista cerrada. Los asientos se asignan utilizando el método d'Hondt con un umbral electoral del 3%. Sin embargo, los grupos minoritarios que representan al menos el 15% de la población en un distrito reciben una exención que reduce el umbral electoral al 0.7%. Se otorga una exención por separado a los croatas por la cual si ninguna lista que representa a la población supera el umbral del 0,7%, la lista con más votos ganará un escaño si recibe más del 0,35% de los votos.

## Resultados
El resultado fue una victoria para las listas de oposición, que obtuvieron en su conjunto 43 de los 81 escaños, mientras que el gobernante Partido de los Socialistas Democráticos de Montenegro obtuvo 30 escaños, pasando a la oposición después de treinta años en el poder. Tres listas de la oposición (Por el Futuro de Montenegro, Paz es Nuestra Nación y En Blanco y Negro, que obtuvieron una mayoría de 41 diputados) anunciaron la formación de un gobierno de coalición liderado por Zdravko Krivokapić.
|                                                                                           |                                                       |         |       |         |       |
| Partido                                                                                   | Partido                                               | Votos   | %     | Escaños | +/–   |
|                                                                                           | Partido de los Socialistas Democráticos de Montenegro | 143,515 | 35.06 | 30      | –6    |
|                                                                                           | Por el Futuro de Montenegro                           | 133,261 | 32.55 | 27      | +3    |
|                                                                                           | La Paz es Nuestra Nación                              | 51,298  | 12.53 | 10      | 0     |
|                                                                                           | En Blanco y Negro                                     | 22,679  | 5.54  | 4       | +2    |
|                                                                                           | Socialdemócratas                                      | 16,769  | 4,10  | 3       | +1    |
|                                                                                           | Partido BosnioM                                       | 16,279  | 3,98  | 3       | +1    |
|                                                                                           | Partido Socialdemócrata de Montenegro                 | 12,835  | 3,14  | 2       | –2    |
|                                                                                           | Lista AlbanesaM                                       | 6,488   | 1,58  | 1       | 0     |
|                                                                                           | Coalición AlbanesaM                                   | 4,675   | 1,14  | 1       | +1    |
|                                                                                           | Iniciativa Cívica CroataM                             | 1,106   | 0.27  | 0       | –1    |
|                                                                                           | Partido de la Reforma CroataM                         | 496     | 0.12  | 0       | Nuevo |
| Votos nulos/en blanco                                                                     | Votos nulos/en blanco                                 | 4,500   | 2.09  | –       | –     |
| Total                                                                                     | Total                                                 | 413,894 | 100   | 81      | 0     |
| Votantes registrados/participación                                                        | Votantes registrados/participación                    | 540,026 | 76.64 | –       | –     |
| M — Indica las listas de minorías nacionales, para las que no se aplica el umbral del 3%. |                                                       |         |       |         |       |